# 40E busz (Budapest)
A budapesti 40E jelzésű autóbusz zónázó gyorsjáratként, kizárólag munkanapokon, a reggeli és a délutáni csúcsidőszakokban a Budaörsi lakótelep és a Kelenföld vasútállomás között közlekedik. A viszonylat rendeltetése, hogy a gyors összeköttetést biztosítson a munkába és a hazautazók részére, Budapest és a Budaörsi lakótelep között. Az autóbuszok ezért az M1-M7 autópályán közlekednek. A viszonylatot a MÁV Személyszállítási Zrt. üzemelteti.

## Története
2008. augusztus 21-én a 40E jelzése 40E-re módosult.
Az M4-es metró beindítása után a járat csak Budaörs irányából közlekedik Kelenföld vasútállomásig.
2015. augusztus 31-étől mind a reggeli és a délutáni csúcsidőszakban is, mind a két irányban közlekedik.
2019. május 13-ától a Bretzfeld utca helyett a Károly király utcán keresztül éri el az autópályát, és megáll az új útvonalán lévő összes megállóhelynél, üzemidejét és a járatsűrűséget pedig jelentősen bővítették.

## Útvonala
| Budaörsi lakótelep felé |
| Kelenföld vasútállomás M vá. – Koszorúslány utca – aluljáró – autópálya-bevezető – Budaörs, Károly király utca – Szabadság út – Szivárvány utca – Budaörsi lakótelep vá. |
| Kelenföld vasútállomás felé |
| Budaörsi lakótelep vá. – Szivárvány utca – Szabadság út – Károly király út – autópálya-bevezető – Budapest, Koszorúslány utca – Kelenföld vasútállomás M vá.             |

## Megállóhelyei
| 0                                     | Kelenföld vasútállomás M végállomás    | 19 | 1, 19, 49 8E, 40, 40B, 53, 58, 87, 87A, 88, 88A, 101B, 101E, 108E, 141, 150, 150B, 153, 154, 172, 173, 187, 188, 188E, 250, 250B, 251, 251A, 251E, 272 689, 691, 710, 712, 715, 720, 722, 724, 725, 727, 731, 732, 734, 735, 736, 760, 762, 763, 764, 767, 770, 774, 775, 778, 779, 798, 799 S10 G10 S12 S30 Z30 S34 S35 S36 S40 G40 Z40 S42 Z42 G43 G44 IC, EC, EN, sebesvonat, gyorsvonat, expresszvonat, |
| 2                                     | Sasadi út                              | 18 | 8E, 40, 40B, 53, 87, 87A, 88, 88A, 108E, 139, 140, 140A, 150, 150B, 153, 154, 172, 173, 187, 188, 188E, 240, 272 764 1172, 1173, 1174, 1175, 1176, 1177, 1183, 1184, 1185, 1188, 1190, 1194, 1201, 1205, 1212, 1215, 1216, 1229, 1251, 1253, 1254 |
| Budapest–Budaörs közigazgatási határa |                                        |    | |
| 8                                     | Csata utca                             | 10 | 287, 288 |
| 10                                    | Károly király utca (↓) Baross utca (↑) | 8  | 40, 40B, 88, 88A, 140, 140A, 188, 240, 287 756 |
| 11                                    | Kisfaludy utca                         | 6  | 40, 40B, 88, 88A, 140, 140A, 188, 240, 287, 288, 289 |
| 12                                    | Kötő utca                              | 5  | 40, 40B, 88, 88A, 140, 140A, 188, 240, 287 |
| 13                                    | Budaörs, városháza                     | 4  | 40, 40B, 88, 88A, 140, 140A, 188, 240, 287 756, 767 |
| 14                                    | Gimnázium                              | 2  | 40, 88, 88A, 140, 140A, 188, 188E, 240, 287 755, 756, 767 |
| 15                                    | Patkó utca                             | 1  | 40, 140, 140A, 240, 287, 289 |
| 16                                    | Budaörsi lakótelep végállomás          | 0  | 40, 40B, 140, 140A, 240, 287, 289 755 |